# Ernst Reez
Ernst Reez (* 20. Juli 1901 in Hamburg; † 31. Juli 1988) war ein deutscher Politiker und ehemaliger Landtagsabgeordneter (SPD).

## Leben und Beruf
Nach dem Besuch der Volksschule absolvierte er eine Bäckerlehre und besuchte von 1916 bis 1919 die Berufsschule. 1919 zog er nach Gelsenkirchen und war dort von 1919 bis 1956 als Bergmann tätig. Reez war von 1946 bis 1956 Betriebsratsmitglied der Zeche Bergmannsglück.
1923 trat Reez der SPD bei und war bis 1933 Ortsgruppenkassierer. Nach dem Krieg war er 1946 Mitbegründer und bis 1966 erster Vorsitzender der SPD-Ortsgruppe Erle-Nord.
Vom 13. Juli 1954 bis zum 20. Juli 1962 war Reez Mitglied des Landtags des Landes Nordrhein-Westfalen. Er wurde im Wahlkreis 098 Gelsenkirchen III direkt gewählt. 
Dem Rat der Stadt Gelsenkirchen gehörte er ab 1946 an und war Träger des Ehrenringes der Stadt.
1972 wurde der bedingungslose Einsatz von Ernst Reez nach dem Kriege mit dem Bundesverdienstkreuz 1. Klasse gewürdigt.